# 俞丽萍
俞丽萍（Jennifer Yu），英国洛希尔国际投资银行（N M Rothschild & Sons）大中华区总裁。她在吉利控股集团有限公司收购沃尔沃品牌的谈判过程中发挥了重要的作用，帮助吉利获得了中国政府的支持。
据法国商业杂志《挑战》（Challenges）报道，俞丽萍的丈夫是前中共中央总书记、国家主席江泽民的养子。